# Чаранджит Сінґг (хокеїст на траві)
Чаранджит Сінґг (3 лютого 1931 — 27 січня 2022) — індійський хокеїст на траві.
Олімпійський чемпіон 1964 року, срібний призер 1960 року.
Срібний призер Азійських ігор 1962 року.